# Región Rin-Meno

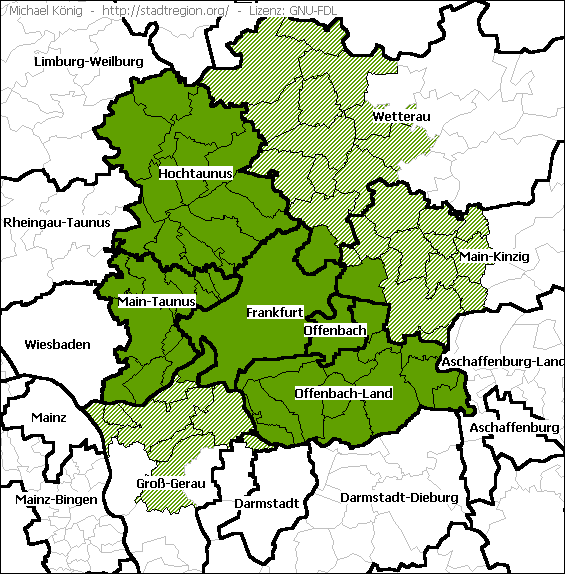
Fráncfort y sus suburbios, verde oscuro: miembros del Umlandverband de Fráncfort (1975-2001), verde claro: miembros del Fráncfort Rin-Meno desde 2001.

La región Rin-Meno (en alemán: Rhein-Main-Gebiet, o simplemente RheinMain) es una de las once áreas metropolitanas (Metropolregionen) establecidas en Alemania y comprende parte de los estados de Hesse, Baviera y Renania-Palatinado. La región recibe el nombre de sus dos principales ríos, el Rin y el Meno. En el oeste está limitada por la desembocadura del Meno en el Rin en la ciudad de Maguncia. Situada en el centro geográfico alemán forma el principal nudo de carreteras, aéreo y ferroviario de Alemania.

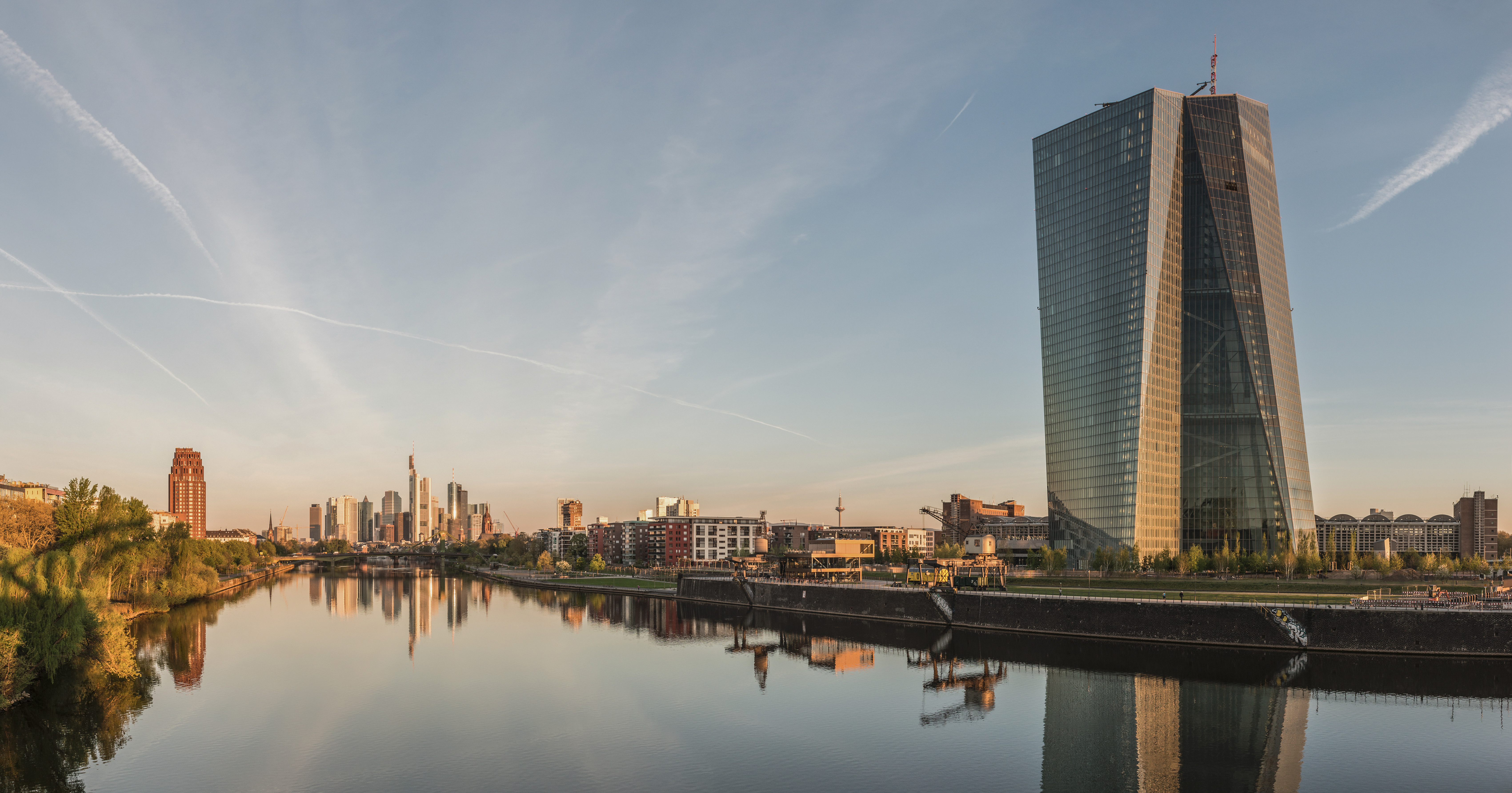
Sede del Banco Central Europeo en Fráncfort del Meno.

Con más de cinco millones de habitantes, la Rin-Meno es la segunda región metropolitana más grande de Alemania. La mayor parte de la población vive en las localidades periféricas de la ciudad de Fráncfort del Meno, que es la ciudad principal de la región y constituye el eje territorial. Otras localidades importantes son: Wiesbaden, Maguncia, Rüsselsheim, Bad Homburg, Darmstadt, Langen, Offenbach, Hanau, Neu-Isenburg, Eschborn, Kronberg, Oberursel y Bad Vilbel. 
La región es una de las más prósperas de Europa y acumula el mayor poder adquisitivo de Alemania.

## Infraestructuras
El proyecto ferroviario de alta velocidad PBKAL (París-Bruselas-Colonia-Ámsterdam-Londres) une Colonia con la confluencia del Rin y el Meno, constituyendo una de las más importantes obras del plan de redes Transeuropeas.
Parte importante de esta red es el puente Eisenbachtal, de 150 m de longitud, entre Nomvorn y Girod, que superará el valle de Eisenbach en tres segmentos. Con ello se redujo la duración del viaje de Colonia a Fráncfort a menos de una hora.
Aeropuerto

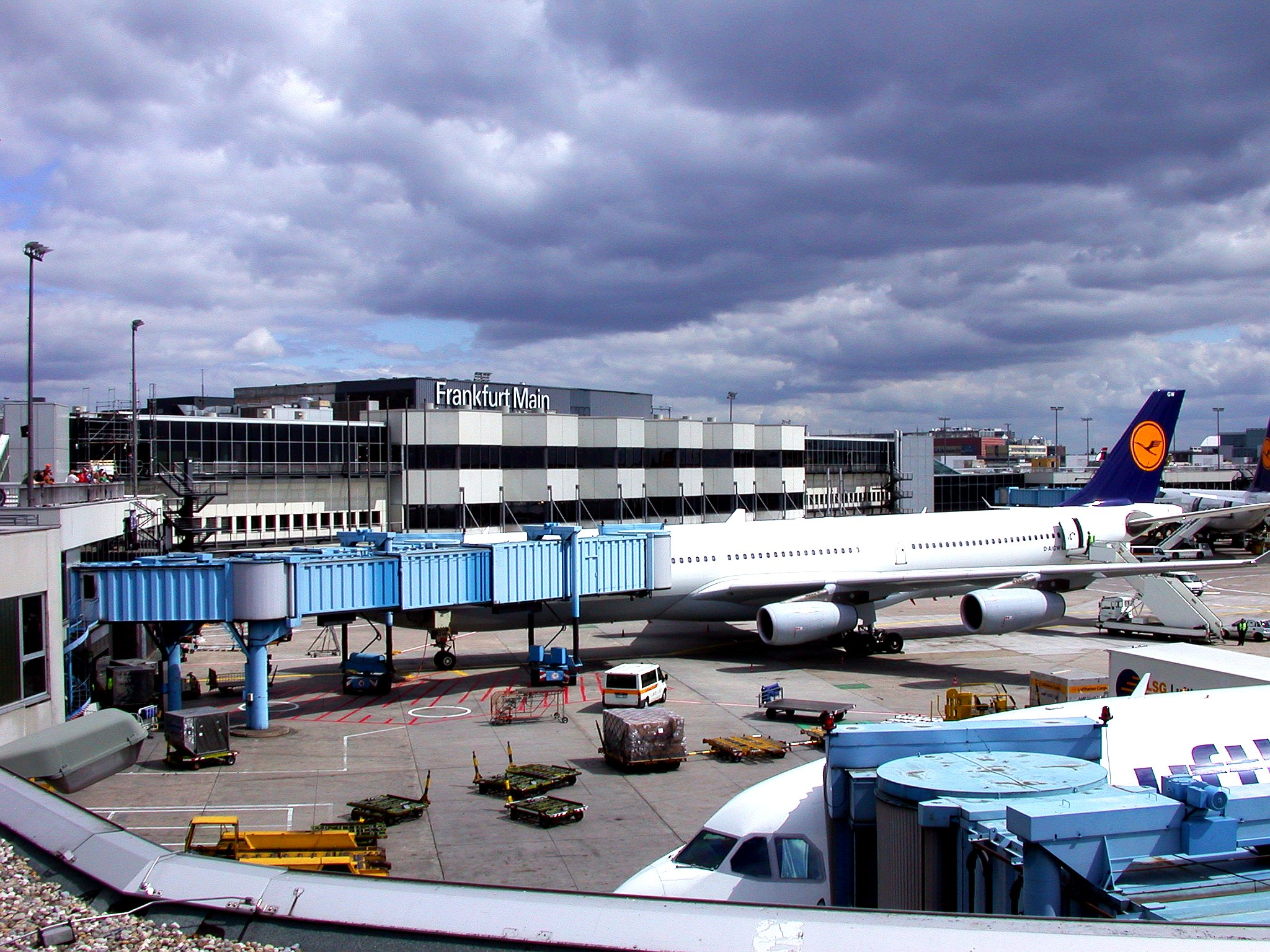
Terminal 1 del aeropuerto.

El Aeropuerto de Fráncfort del Meno, el primero de Alemania y tercero de Europa en cuanto al tráfico de personas. En 2019 gestionó 70 millones de pasajeros, 2 millones de toneladas de mercancías y una actividad diaria de más de 1.400 vuelos en promedio.

## Áreas verdes

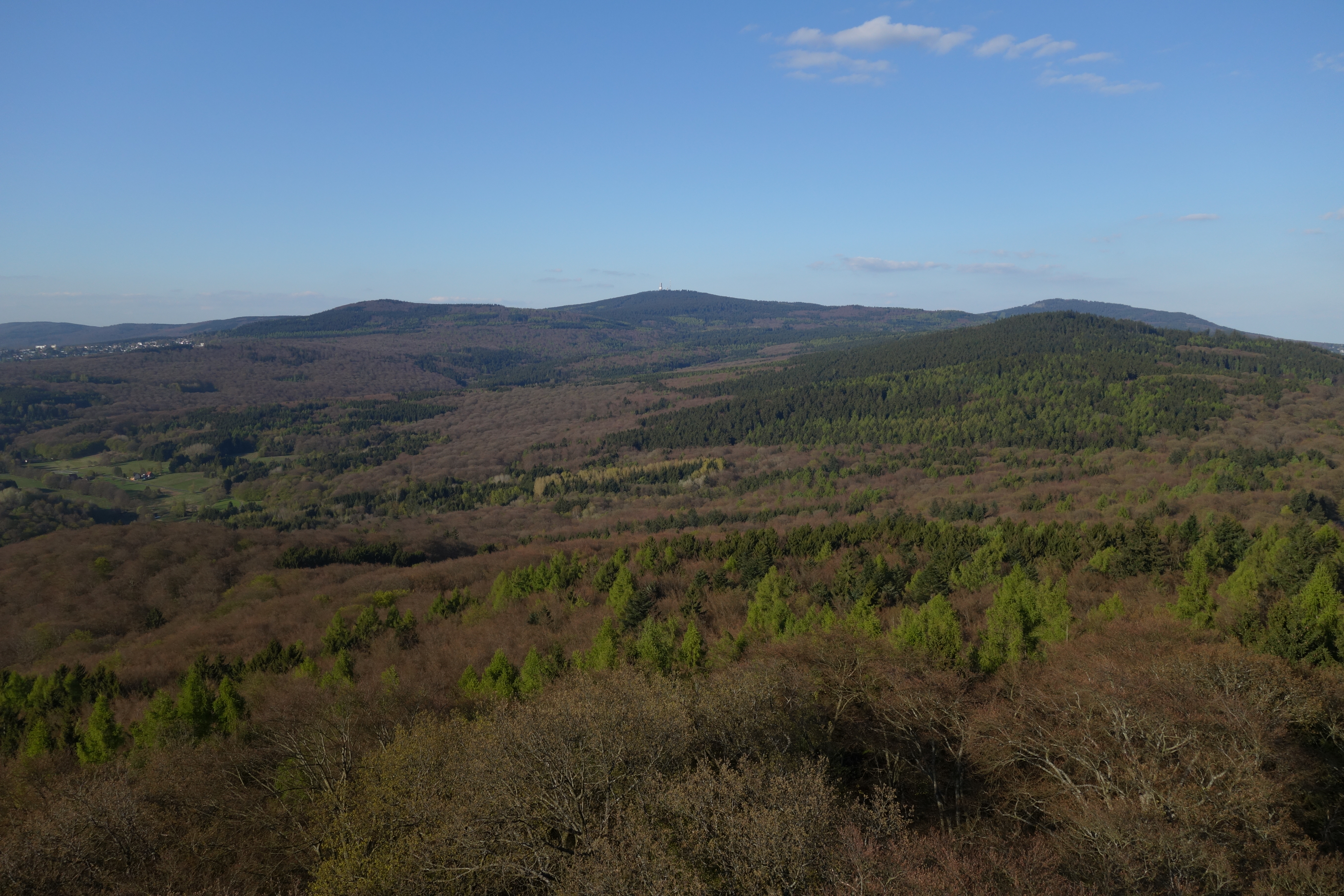
Paisaje de Taunus con el Großer Feldberg en el centro al fondo

La región Rin-Meno cuenta un número significativo de parques, jardines, áreas verdes y áreas de conservación que traen la naturaleza al área metropolitana. Particularmente digno de mención es el Parque Regional Rin-Meno,  alrededor de Fráncfort del Meno, que tiene una red señalizada de rutas de ciclismo y senderismo. Una gran parte de la cordillera del Taunus se encuentra en la región del Rin-Meno.